# Danny McGrain
Daniel Fergus McGrain más conocido como Danny McGrain (n. Finnieston, Glasgow, Escocia, 1 de mayo de 1950) es un exfutbolista y actual entrenador escocés, que jugaba de defensa. Es plenamente identificado con el Celtic de su país, club donde jugó casi toda su carrera, ya que terminó su carrera en el modesto Hamilton Academical, también de su país.

## Selección nacional
Con la Selección de fútbol de Escocia, disputó 62 partidos internacionales y no anotó goles. Incluso participó con la selección escocesa, en 2 ediciones de la Copa Mundial. La primera fue en la edición de Alemania 1974 y la segunda fue en España 1982. donde su selección quedó eliminado en la primera fase de ambos mundiales.

### Participaciones en Copas del Mundo
| Mundial                        | Sede     | Resultado    |
| ------------------------------ | -------- | ------------ |
| Copa Mundial de Fútbol de 1974 | Alemania | Primera Fase |
| Copa Mundial de Fútbol de 1982 | España   | Primera Fase |

## Clubes
| Club                | País    | Año       |
| ------------------- | ------- | --------- |
| Celtic              | Escocia | 1967-1987 |
| Hamilton Academical | Escocia | 1987-1988 |